# Gospa od Škrpjela

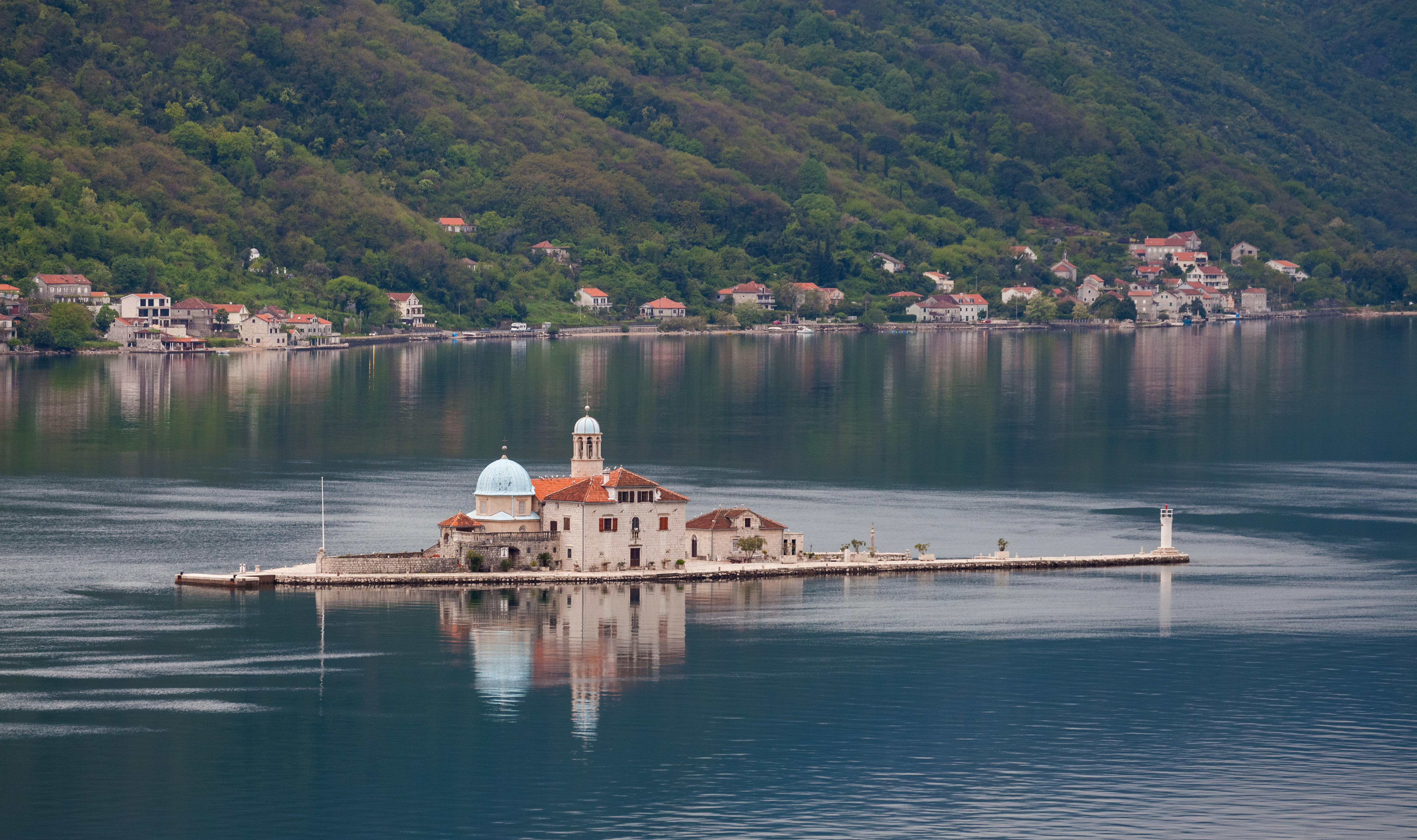
Pohled na ostrov.

Gospa od Škrpjela (v srbské cyrilici Госпа од Шкрпјела, italsky Madonna dello Scalpello) je ostrov v Boce Kotorské, v Černé Hoře. Je jedním z devíti ostrovů a jedním z nejznámějších. Ostrov je umělý, vznikl na vyvýšené části zálivu, která se nachází jen několik málo metrů pod mořskou hladinou. Nejbližším místem k ostrovu je město Perast.
Ostrov byl nasypán v 15. století nedlouho poté, co bratři Moršićové uviděli na tomto místě Pannu Marii. V roce 1452 padlo rozhodnutí o vybudování pravoslavného chrámu na ostrově, který by byl bohorodičce zasvěcen. Postupem času se z malého návrší a ostrůvku vytvořil ostrov s rozlohou tři tisíce m2. Současná stavba kostela pochází z roku 1630, vznikl na základě benátského návrhu a patří k nejhodnotnějším kulturním památkám Boky kotorské. Kostel slouží pro katolické věřící (na rozdíl od původního pravoslavného). Kostel byl přebudován výrazným způsobem v letech 1720–1725. V následujících letech zde vznikl mramorový oltář s obrazem Panny ze Škrpjelu. V kostele se také nachází řada archeologických sbírek, obrazů a artefaktů života v Boce Kotorské v dřívějších staletích. V současné době se zde nachází také muzeum.